# Вулиця Соборності України
Вулиця Соборності України— одна з вулиць міста Харкова, розташована в Салтівському районі та Київському районах на Салтівці у мікрорайонах Північна Салтівка-1,2,4,5.
Розпочинається на перехресті з вулицею Леся Сердюка, де має бути побудована станція метро Дружби Народів, перетинається з вулицею Гвардійців-Широнінців та завершується на перехресті з вулицею Метробудівників.
Протяжність вулиці — 1700 метрів.
Суттєво постраждала внаслідок російської агресії у 2022 році.
26 липня 2024 року розпорядженням Харківської обласної військової адміністрації вулиця перейменована з Дружби Народів на Соборності України.

## Транспортні комунікації
Підвезення місцевих мешканців до станції метро Салтівська забезпечує автобус 54 маршруту. Також діє 259 автобусний маршрут, який сполучає вулицю із Одеською.
У жовтні 2020 року було запущено тролейбусний маршрут № 48, який курсує вулицею.

## Інфраструктура
Навчальні заклади: дошкільний навчальний заклад (ясла-садок) № 248, дошкільний навчальний заклад (ясла-садок) № 108, дошкільний навчальний заклад (ясла-садок) № 363, дошкільний навчальний заклад (ясла-садок) № 410 «Сонечко», «Теремок» — філія дитячого центру Олени Чернявської.
Магазини:Thrash!, АТБ-Маркет.